# Vale do Neiva
Vale do Neiva (oficialmente: Associação de Freguesias do Vale do Neiva) é uma freguesia portuguesa do município de Ponte de Lima, com 10,27 km² de área e 903 habitantes (censo de 2021). A sua densidade populacional é 87,9 hab./km².

## História
Foi criada aquando da reorganização administrativa de 2012/2013, resultando da agregação das antigas freguesias de Gaifar, Sandiães e Vilar das Almas.

## Demografia
A população registada nos censos foi:
| Distribuição da População por Grupos Etários | Distribuição da População por Grupos Etários | Distribuição da População por Grupos Etários | Distribuição da População por Grupos Etários | Distribuição da População por Grupos Etários | Distribuição da População por Grupos Etários |
| -------------------------------------------- | -------------------------------------------- | -------------------------------------------- | -------------------------------------------- | -------------------------------------------- | -------------------------------------------- |
| Antes da agregação                           |                                              |                                              |                                              |                                              |                                              |
| Ano                                          | 0-14 anos                                    | 15-24 anos                                   | 25-64 anos                                   | >= 65 anos                                   | Total                                        |
| 2001                                         | 151                                          | 139                                          | 528                                          | 254                                          | 1072                                         |
| 2011                                         | 154                                          | 101                                          | 526                                          | 294                                          | 1075                                         |
| Após a agregação                             |                                              |                                              |                                              |                                              |                                              |
| Ano                                          | 0-14 anos                                    | 15-24 anos                                   | 25-64 anos                                   | >= 65 anos                                   | Total                                        |
| 2021                                         | 88                                           | 96                                           | 448                                          | 271                                          | 903                                          |